# Tingatinga

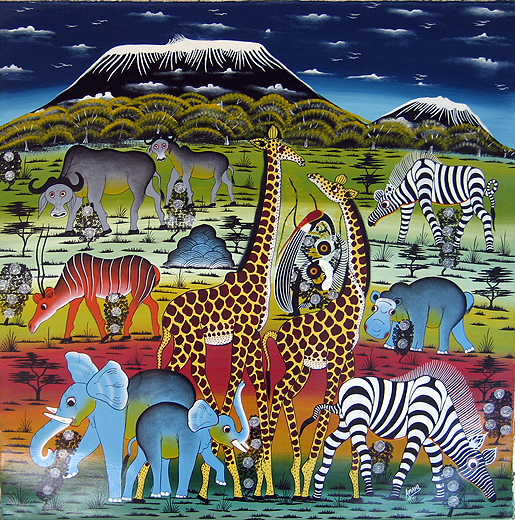
Obraz w stylu tingatinga

Tingatinga – pochodzący z lat 60. XX w. styl malarski Tanzanii. Nazwa wywodzi się od nazwiska 
Edwarda Saidiego Tingatingi.

## Twórczość Edwarda Saidiego Tingatingi
E. S. Tingatinga był samoukiem, rozpoczął karierę w 1968 r. w Dar es Salaam. Pochodził z grupy etnicznej Makua z południowo-wschodniej części Tanzanii, co nie jest bez znaczenia dla jego twórczości. W swoich obrazach Tingatinga sięgał do inspiracji z dzieciństwa, ze środowiska naturalnego, w którym się wychował. Wykorzystał proste motywy zwierząt, które przypadły do gustu szczególnie europejskim rezydentom i turystom. Początkowo sprzedawał swoje prace pod supermarketem, z czasem rozkręcił biznes rodzinny. Krewniacy pomagali mu nie tylko  w sprzedaży i promocji, ale także w malowaniu obrazów, które były sygnowane nazwiskiem uznanego Tingatingi – tak ukonstytuowała się szkoła malarstwa tingatinga. Po tragicznej śmierci jej założyciela w 1972 r., schedę po mistrzu przejęli jego uczniowie i krewniacy.

## Inspiracje i cechy malarstwa
E.S. Tingatingę i jego naśladowców inspirowała fauna Afryki Wschodniej, szczególnie tzw. wielka piątka: słoń, hipopotam, żyrafa, lew, antylopa i ptak. Pierwsze przedstawienia tych zwierząt przypominają wizerunki sztuki naskalnej. Przypuszcza się, że wpływ na twórczość Tingatingi mogły mieć piktogramy pozostawione przez ludność Sandawe i Hadza. O słuszności tej teorii może świadczyć występowanie podobnych malunków na ścianach domostw na płaskowyżu Makonde. Obrazy tingatinga w swojej prostocie nawiązują do tych przedstawień.

## Technika

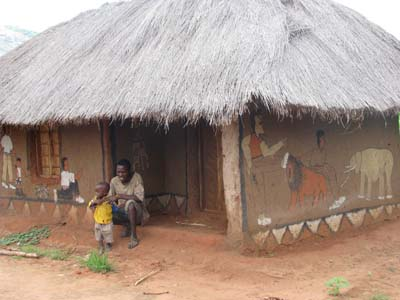
Malunek na ścianie domu w miejscowości Ngapa, z której pochodził ojciec E.S. Tingatingi

E.S. Tingatinga malował na płytach pilśniowych o wymiarach 60x60 cm. Najpierw przygotowywał podobrazie z mieszanki wody, mąki i kleju drzewnego. Tak przygotowany podkład rozprowadzał na płycie, suszył i zabezpieczał przeciwrdzewnym podkładem samochodowym. Następnie nakładał tło, szkicował sylwetki i wypełniał je kolorem, czasem deseniem, postaci wykańczał czarnym lub białym konturem. Używał połyskowych emalii służących do malowania rowerów. Ze względu na koszty i czas schnięcia, gotowe obrazy były rzadko pokrywane werniksem.

## Wczesny styl
Charakteryzował się:
- prostotą kompozycji;
- stylizowanymi zwierzętami – ciało ustawione profilem, ale pysk en face;
- redukcją tematu do archetypu;
- plamami kontrastujących barw – jednak o odcieniach przytłumionych;
- monochromatycznym tłem;
- jednowymiarowością przedstawienia.

Od początku swego istnienia sztuka tingatinga miała charakter komercyjny, przyjęło się ją określać mianem airport art ze względu na popularność obrazów wśród pamiątek z Tanzanii i Kenii. 

## Ewolucja stylu
Z czasem następcy Tingatingi zmienili założenia jakie legły u podstaw szkoły. Zaczęli używać płótna w miejsce płyt, co więcej zaczęli malować obrazy o rozmaitych rozmiarach, często wydłużonych. Zwierzęcymi motywami tingatinga pokrywa się dziś przedmioty codziennego użytku – kubki, talerze, jak również koszulki.
Styl malarski nabrał więcej dynamiki, zwierzęta zaczęły przybierać finezyjne pozy, pojawiły się skomplikowane kompozycje w tle – najczęściej krajobraz sawanny i Kilimandżaro. Wypełnienie obrazu często nabiera manierystycznych cech ze względu na liczne elementy dekoracyjne – ornamenty, poplątane gałęzie, wzory geometryczne, które wypełniają całość tła. Rozszerzeniu uległ także katalog tematów, coraz częściej pojawiają się scenki rodzajowe, motyw targowiska, duchy, satyryczne przedstawienia. Również paleta barw uległa wzbogaceniu – szczególnie o jaskrawe kolory.

## Szkoła Tingatinga
Pierwsze lata po śmierci mistrza, to okres naśladownictwa stylu E.S. Tingatingi, sukcesywnie młodzi artyści uwalniali się jednak spod jego wpływu, styl podlegał modernizacji. 
W 1977 r. powstało The Tinga Tinga Partnership, które w 1990 r. zostało przekształcone w spółdzielnię społeczną: The Tingatinga Arts Cooperative Society (TACS). 
Obecnie głównymi ośrodkami tingatinga są Dar es Salaam, Arusza, Bagamoyo oraz Zanzibar. Styl  ulega pluralizacji, coraz więcej artystów tworzy w oderwaniu od głównego nurtu związanego ze szkołą tingatinga i spółdzielnią (TACS) z Dar es Salaam.